# Іштван Ньєрш
Іштван Ньєрш (угор. Nyers István, 25 березня 1924, Фреймен-Мерлебак — 9 березня 2005, Суботиця) — угорський футболіст, що грав на позиції півзахисника або нападника.
Виступав, зокрема, за клуб «Інтернаціонале», а також національну збірну Угорщини.
Чемпіон Угорщини. Дворазовий чемпіон Італії.

## Клубна кар'єра
Народився 25 березня 1924 року в місті Фреймен-Мерлебак. Вихованець футбольної школи клубу «Вашуташ» .
У дорослому футболі дебютував 1944 року виступами за команду клубу «Зуглої Ганз», в якій того року провів 10 матчів чемпіонату.
Згодом з 1945 по 1948 рік грав у складі команд клубів «Кішпешт», «Уйпешт», «Вікторія» (Жижков) та «Стад Франсе». Протягом цих років виборов титул чемпіона Угорщини.
Своєю грою за останню команду привернув увагу представників тренерського штабу клубу «Інтернаціонале», до складу якого приєднався 1948 року. Відіграв за «нерадзуррі» наступні шість сезонів своєї ігрової кар'єри. Більшість часу, проведеного у складі «Інтернаціонале», був основним гравцем команди. У складі «Інтернаціонале» був головним бомбардиром команди, маючи середню результативність на рівні 0,73 голу за гру першості.
Протягом 1954—1960 років захищав кольори клубів «Рома», «Барселона», «Тарраса», «Сабадель» та «Лекко». За «Барселону» провів декілька товариських матчів, але вкласти контракт не вдалося.
Завершив професійну ігрову кар'єру у клубі «Марцотто Вальданьйо», за команду якого виступав протягом 1960—1961 років.
Помер 9 березня 2005 року на 81-му році життя у місті Суботиця.

## Виступи за збірну
1945 року дебютував в офіційних матчах у складі національної збірної Угорщини. Протягом кар'єри у національній команді, яка тривала усього 2 роки, провів у формі головної команди країни лише 2 матчі, забивши 2 голи.

## Статистика виступів

### Статистика клубних виступів
| Сезон                   | Клуб                    | Чемпіонат               | Чемпіонат | Чемпіонат | Чемпіонат |
| Сезон                   | Клуб                    | Ліга                    | Ігор      | Голів     |           |
| ----------------------- | ----------------------- | ----------------------- | --------- | --------- | --------- |
| 1944                    | «Зуглої Ганцз»          | ЧУ ІІ                   | 10        | 3         |           |
| 1945                    | «Кішпешт»               | ЧУ                      | 3         | 0         |           |
| 1945–46                 | «Уйпешт»                | ЧУ                      | 17        | 17        |           |
| 1946                    | «Вікторія» (Жижков)     | ЧС                      | 3         | 1         |           |
| 1946–47                 | «Стад Франсе»           | ЧФ                      | 35        | 21        |           |
| 1947–48                 | «Стад Франсе»           | ЧФ                      | 27        | 13        |           |
| Усього «Стад Франсе»    | Усього «Стад Франсе»    | Усього «Стад Франсе»    | 62        | 34        |           |
| 1948–49                 | «Інтернаціонале»        | A                       | 36        | 26        |           |
| 1949–50                 | «Інтернаціонале»        | A                       | 36        | 30        |           |
| 1950–51                 | «Інтернаціонале»        | A                       | 36        | 31        |           |
| 1951–52                 | «Інтернаціонале»        | A                       | 29        | 23        |           |
| 1952–53                 | «Інтернаціонале»        | A                       | 31        | 15        |           |
| 1953–54                 | «Інтернаціонале»        | A                       | 14        | 8         |           |
| Усього «Інтернаціонале» | Усього «Інтернаціонале» | Усього «Інтернаціонале» | 182       | 133       |           |
| 1954–55                 | «Рома»                  | A                       | 25        | 11        |           |
| 1955–56                 | «Рома»                  | A                       | 29        | 9         |           |
| Усього «Рома»           | Усього «Рома»           | Усього «Рома»           | 54        | 20        |           |
| 1956–57                 | «Сабадель»              | СД                      | ?         | ?         |           |
| 1957–58                 | «Тарраса»               | СД                      | ?         | ?         |           |
| 1958–59                 | «Лекко»                 | B                       | 9         | 3         |           |
| 1959–60                 | «Лекко»                 | B                       | 27        | 8         |           |
| Усього «Лекко»          | Усього «Лекко»          | Усього «Лекко»          | 36        | 11        |           |
| 1960–61                 | «Марцотто Вальданьйо»   | B                       | 11        | 2         |           |
| Усього                  | Усього                  | Усього                  | 378+      | 221+      |           |

### Статистика виступів за збірну
| Дата       | Місто    | Господарі | Результат | Гості    | Турнір           | Голи | Примітки |
| ---------- | -------- | --------- | --------- | -------- | ---------------- | ---- | -------- |
| 30/09/1945 | Будапешт | Угорщина  | 7 – 2     | Румунія  | товариський матч | 1    |          |
| 14/04/1946 | Відень   | Австрія   | 3 – 2     | Угорщина | товариський матч | 1    |          |
| Усього     |          | Матчів    | 2         |          | Голів            | 2    |          |

## Титули і досягнення

### Клубні
- Чемпіон Угорщини (1):

«Уйпешт»: 1945–46
- Чемпіон Італії (2):

«Інтернаціонале»: 1952–53, 1953–54

### Особисті
- Найкращий бомбардир чемпіонату Італії 1949 року.